# Tipula (Yamatotipula) aspidoptera
Tipula (Yamatotipula) aspidoptera is een tweevleugelige uit de familie langpootmuggen (Tipulidae). De soort komt voor in het Nearctisch gebied.